# Мартинес, Карлос Рамиро
Карлос Рамиро Мартинес Альварадо (исп. Carlos Ramiro Martínez Alvarado; род. 13 сентября 1958, Гватемала) — гватемальский дипломат. Министр иностранных дел Гватемалы с 14 января 2024 года. Ранее он занимал должность заместителя министра иностранных дел (1994—1995; 2004—2006; 2015—2017; 2020—2022), а также был чрезвычайным и полномочным послом в Аргентине и по совместительству в Парагвае (2011—2015).

## Биография
Мартинес Альварадо родился 13 сентября 1958 года в Гватемале. Окончил Университет Сан-Карлос по специальности «международные отношения». Также он прошёл специализацию в Италии. Помимо родного испанского языка, он владеет английским, французским и итальянским языками.
В 1990-х годах присоединился к Министерству иностранных дел Гватемалы и начал занимать несколько важных должностей, таких как заместитель директора по многосторонней политике и директор по интеграции. Позже он был назначен послом Гватемалы в отделении Организации Объединённых Наций и других международных организациях в Женеве. Являлся послом в Аргентине и по совместительству в Парагвае.
Карлос был заместителем министра иностранных дел Гватемалы с 1994 по 1995, с 2004 по 2006, с 2015 по 2017 и с 2020 по 2022 год. Покинул пост вице-министра в феврале 2022 года и был назначен послом в Италии. Хотя президент Италии Серджо Маттарелла дал своё одобрение на назначение, Мартинес не вступил в должность.
На второй встрече по переходу с уходящим президентом Алехандро Джамматтеи избранный президент Бернардо Аревало назначил Мартинеса членом переходной команды, и с тех пор он отвечал за вопросы, связанные с внешней политикой. Карлос Рамиро сопровождал избранного президента в его поездках за рубеж. 9 января 2024 года он был назначен министром иностранных дел. Он вступил в должность 14 января 2024 года.
В феврале 2024 года Мартинес заявил, что Гватемала рассматривает возможность установления официальных торговых отношений с Китаем, сохраняя при этом существующие отношения с Тайванем.